# Palomar på zoo
Palomar på zoo är en novell av Italo Calvino. Den ingår i novellsamlingen Palomar som publicerades 1983 och översattes till svenska av Viveca Melander 1992. Det är en novell på 10 sidor som är uppdelad i tre delar och varje del utspelar sig på olika zoo runt om Europa. Det finns ingen tydlig handling eller bakomliggande budskap med novellen.

## Bakgrund
Palomar på zoo gavs ut 1983 vilket var två år innan författarens död. Calvino skrev alltså novellen i slutet av sin livstid som han spenderade i Italien med sin familj. Calvino var författare, journalist och filosof. När han bodde i Paris under 1960- 70-talet blev han inspirerad av den franska litteraturen och filosofin. Detta speglar sig i hans verk då huvudkaraktären i novellen funderar över sitt liv och sin tillvaro.

## Handling
Novellen har ingen tydlig handling. Den innehåller ingen information om huvudkaraktären eller vilken situation han befinner sig i. Innehållet har inget uttalat syfte och det finns inget klimax, innehållet leder inte fram till någonting. Det finns ingen direkt handling men man kan säga att novellen handlar om herr Palomar som besöker tre olika zoo och observerar olika djur. Han känner igen sig i vissa av djuren och drar paralleller mellan dem och sig själv.

## Karaktärer
Det finns ett fåtal karaktärer i novellen som beskrivs som enskilda individer och två av dem är mänskliga. Läsaren får inte veta någonting om herr Palomar mer än hans namn. Det nämns ingenting om hans utseende eller bakgrund. Den andra mänskliga karaktären i novellen är en liten flicka som är i sällskap med herr Palomar. Det finns ingen beskrivning av flickan heller. Man vet inte hur hon ser ut eller vilken relation hon har till huvudkaraktären. Den karaktär som tydligast beskrivs i novellen är albino-gorillan. Berättaren beskriver hans utseende väldigt detaljerat.  
"Ansiktsmasken är mänskligt skär, fårad av rynkor; även bröstet uppvisar slät och skär hud, som hos den vita rasens män."
Fler av djuren beskrivs väldigt noga i novellen men berättaren refererar till dem som en grupp och därför räknas de inte som enskilda karaktärer.

## Språk och stil
Titeln på novellen sammanfattar handlingen och den i sig har ingen betydelse för tolkningen av texten. 
Berättarperspektivet är ett allvetande utomstående tredjepersonsperspektiv som beskriver huvudkaraktärens inre monolog. Berättaren lämnar inga egna kommentarer så man får ingen uppfattning om denna. 
Novellen är en snapshot-novell eftersom det inte finns någon struktur i texten. Novellen beskriver tre scener som inte har något sammanhang och man får ingen förklaring till situationen karaktären befinner sig i. 
Språket i novellen är tydligt och relativt enkelt. Författaren använder sig inte av algoritmer eller symboler utan texten ska läsas bokstavligt. 
"Herr Palomar som får ångest av pingviner, följer henne motvilligt och frågar sig varför han är intresserad av giraffer."
Som i exemplet så ställs många frågor genom hela texten. Vissa av frågorna svarar herr Palomar själv på men i de flesta fall är det inte meningen att frågorna ska ha ett svar. 
Som med många andra snapshot-noveller finns det inget tydligt bakomliggande syfte eller budskap i Palomar på zoo. Novellen är alltså öppen för egen tolkning.